# Rathfarnham
Rathfarnham is een plaats in het Ierse graafschap County Dublin. De plaats telt 17.333 inwoners.

## Geboren
- John Millington Synge (1871-1909), schrijver
- Seamus Elliot (1934-1971), wielrenner